# 洛帕特尼
51°51′41″N 30°44′10″E / 51.86139°N 30.73611°E
洛帕特尼（烏克蘭語：Лопатні），是烏克蘭北部的村莊，隸屬切爾尼希夫州的切爾尼希夫區。該村始建於1752年，面積1.15平方公里，海拔高度114米，2001年人口250，人口密度每平方公里217.4人。